# Balatonederics
Balatonederics là một thị trấn thuộc hạt Veszprém, Hungary. Thị trấn này có diện tích 18,58 km², dân số năm 2010 là 1048 người, mật độ 56 người/km².